# Pehr Gyllenhammar Senior

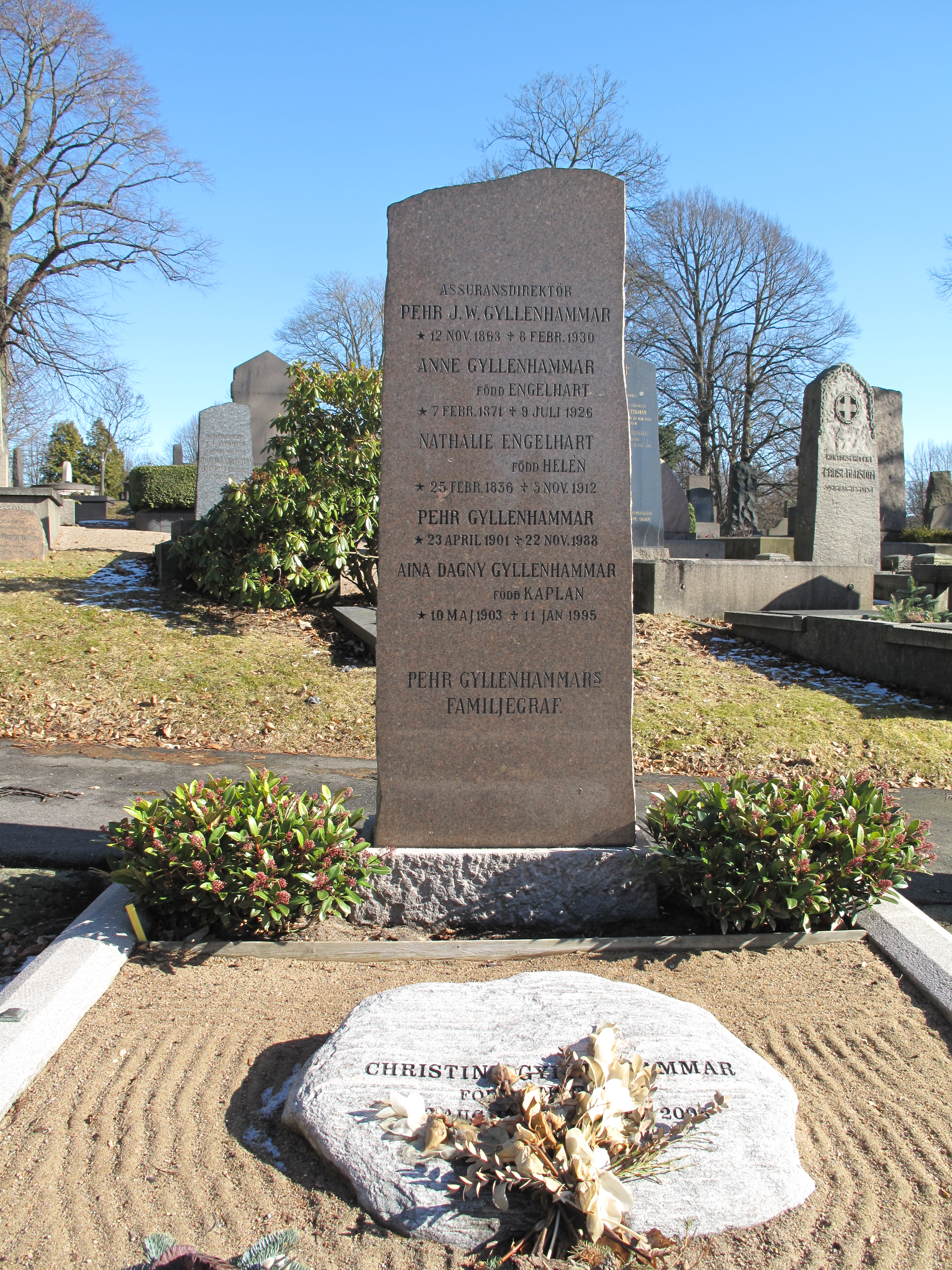
Pehr Gyllenhammars familjegrav på Östra kyrkogården i Göteborg.

Pehr Gustaf Victor Gyllenhammar (Senior), född 23 april 1901 i Gustavi församling, död 22 november 1988 i Vasa församling i Göteborg, var en svensk direktör. 

## Biografi
Gyllenhammar, tillhörande ätten Gyllenhammar, var son till assuransdirektör Per Gyllenhammar och Anne Gyllenhammar, född Engelhart. Han tog juris kandidatexamen 1925 i Stockholm, och var därefter anställd på Dr Philip Lemans advokatbyrå i Göteborg 1934–40, anställdes på Svenska skeppshypotekskassan 1929, verkställande direktör (VD) där från 1938. Han var VD för Försäkrings AB Ocean-Gauthiod från 1948, för AB Argo från 1948, för Försäkrings AB Svea-Nornan 1953–1961 och VD för försäkringsbolaget Skandia 1961–1970 då sonen Pehr G. Gyllenhammar tog över. 

### Familj
Gyllenhammar gifte sig 26 mars 1929 med Aina Kaplan (1903–1995) och blev far till Pehr G. Gyllenhammar (1935–2024) och Anne (1930–2016), gift med Lars Hjörne (f. 1929).

## Utmärkelser
- Kommendör av första klassen av Vasaorden 1965[4]